# San Menaio
San Menaio est une frazione de la commune de Vico del Gargano, dans la province de Foggia, dans la région des Pouilles au sud-est de l'Italie. 
C'est un village de bord de mer, qui se déploie entre Rodi Garganico et Peschici, 6 km au nord de Vico del Gargano, le long des sentiers côtiers de la route SS89. Ce lieu est notamment renommé pour sa longue plage de sable et ses forêts de pins d'Alep (parmi les plus anciennes et plus importantes en Italie).

## Histoire

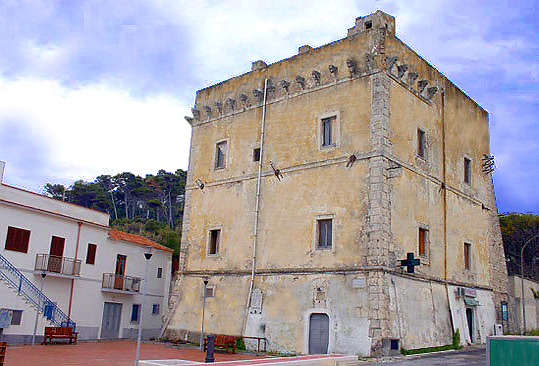
San Menaio - La Tour des Prévôts, la forteresse médiévale dominant la mer. Derrière, la Pineta Marzini, forêt de pins d'Alep.

L'histoire de San Menaio est en lien avec la mythologie qui caractérise la tradition populaire dans le Gargano. Dans l'âge antique, on pratiquait le culte de Cassandre et de la déesse Menna. Dans l'époque contemporaine, San Menaio a augmenté sa popularité, en particulier dans les années 1960 et 1970.
C'est à cette époque que l'artiste italien Andrea Pazienza séjourna en ce lieu, et trouva son inspiration dans la beauté du paysage. Le bord de mer de San Menaio a récemment été nommée en son honneur.

## Monuments et lieux d'intérêt

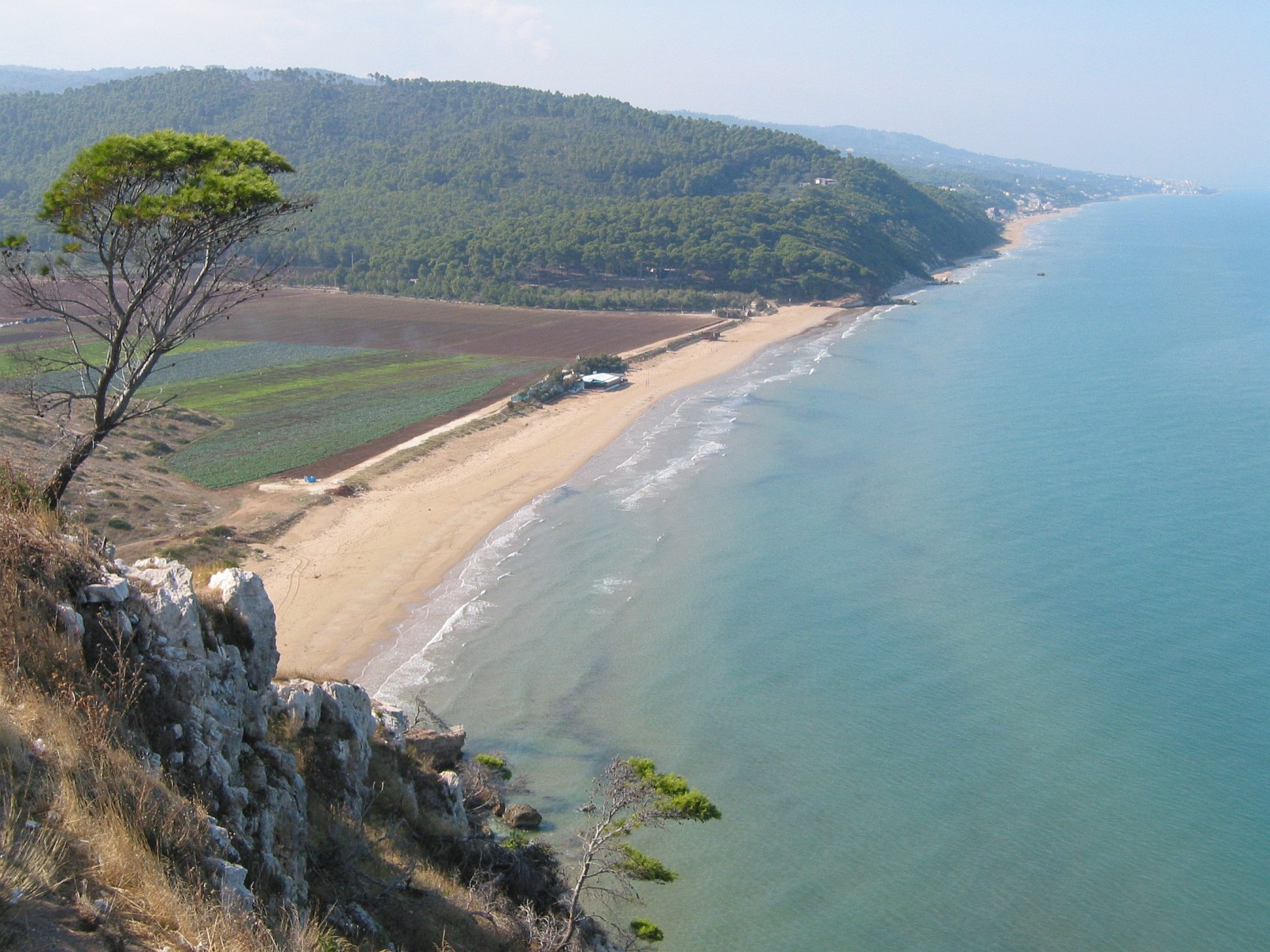
Le massif forêt de pins d'Alep surplombant la plage, entre la plaine de Calenella et la ville de San Menaio (à droite sur la photo).

On citera notamment de la Tour des Prévôts  (« Torre dei Preposti »), une forteresse surplombant la mer, avec des fonctions de défense et de douane, datant du XIVe siècle.
L'Église de Saint Antoine de San Menaio, simple et austère, remonte au XVIIe siècle.
La Pinède Marzani, une vaste et monumentale forêt de pins d'Alep centenaires.

## Économie
Le tourisme, source économique principale du site, présente des caractéristiques saisonnières. Le secteur a notamment reçu un encouragement en 2009, avec l'ouverture du port de Marina di Rodi Garganico. 
San Menaio est également connu pour le commerce des agrumes DOP « Orange Blonde du Gargano » et « Citron Femminiello du Gargano » avec l'Amérique et l'Union Européenne.